# یوزورو اینوئه
یوزورو اینوئه (انگلیسی: Yuzuru Inoue؛ زادهٔ ۱۵ فوریهٔ ۱۹۶۳) بازیکن والیبال اهل ژاپن است.